# Arzobispado latino de Patras

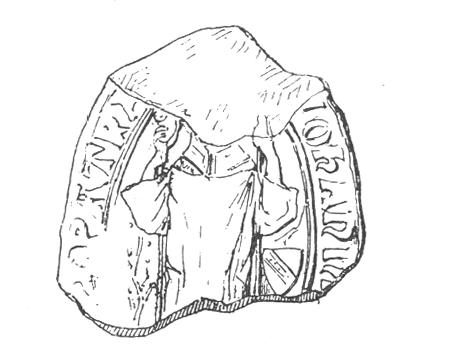
Sello de Juan I, arzobispo de Patras, 1295-1306.

El Arzobispado latino de Patras fue la sede de Patras durante el período en que sus titulares pertenecían a la Iglesia católica. Este período comenzó en 1205 con la investidura en la sede de un arzobispo católico tras la cuarta cruzada.
El arzobispo latino era el de mayor rango de los siete barones eclesiásticos del Principado de Acaya, que abarcaba todo el Peloponeso. Desde finales del siglo XIII, los arzobispos también adquirieron la Baronía secular de Patras a sus titulares, por lo que se convirtieron en los vasallos más importantes de todo el principado. Contaba con cinco sufragáneos: Andravida, Amiclas, Modona, Corone y Cefalonia-Zacinto.
El arzobispado sobrevivió como sede residencial latina hasta 1430, cuando la ciudad de Patras cayó en manos de los griegos bizantinos del Despotado de Morea. A partir de 1475, se siguieron nombrando arzobispos latinos, pero para ellos el obispado era solo una sede titular. Sigue figurando en la lista de sedes de la Iglesia católica, pero desde el Concilio Vaticano II no se han realizado nuevos nombramientos de obispos católicos para la sede.

## Arzobispos residenciales
| Nombre               | Periodo                                         | Notas                                                                  |
| -------------------- | ----------------------------------------------- | ---------------------------------------------------------------------- |
| Antelmo de Cluny     | 1205 – ca. 1241                                 |                                                                        |
| Bernardo             | 8 de octubre de 1243 – ¿?                       |                                                                        |
| ?                    | antes de 1246 – después de 1252                 |                                                                        |
| Godofredo            | 9 de diciembre de 1253 – después de 1255        |                                                                        |
| J.                   | 27 de noviembre de 1263 – ¿?                    |                                                                        |
| Benedicto de Alatri  | 2 de junio de 1273 – ¿?                         |                                                                        |
| Juan I               | 7 de octubre de 1295 – ¿?                       |                                                                        |
| Juan II Colonna      | 8 de enero de 1306 – ¿?                         |                                                                        |
| Jacobo               | 28 de abril de 1307 – ¿?                        |                                                                        |
| Rainiero             | 30 de julio de 1308 – ¿?                        |                                                                        |
| Guillermo Frangipani | 3 de enero de 1317 – 1337                       |                                                                        |
| Rogelio              | 20 de octubre de 1337 – 1347                    |                                                                        |
| Nicolás da Canale    | 23 de mayo de 1347 – 1351                       |                                                                        |
| Reginaldo de Laura   | 4 de enero de 1351 – 1357                       |                                                                        |
| Raimundo             | 20 de diciembre de 1357 – ¿?                    |                                                                        |
| Juan III Acciaioli   | 20 de mayo de 1360 – ¿?                         |                                                                        |
| Bongiovanni          | 5 de abril de 1363 – julio de 1363              |                                                                        |
| Bartolomeo Papazzuri | 21 de julio de 1363 – ¿?                        |                                                                        |
| Angelo I Acciaioli   | 12 de diciembre de 1365 – ¿?                    |                                                                        |
| Pablo                | 20 de octubre de 1367 – 1369 o 1370             | Patriarca latino de Constantinopla, administrador apostólico de Patras |
| Juan IV de Novacchio | 1369 o 1370 – 1371                              |                                                                        |
| Juan V Piacentini    | 28 de octubre de 1371 – 27 de noviembre de 1375 |                                                                        |
| Paolo Foscari        | 27 de noviembre de 1375 – ca. 1394              |                                                                        |
| Angelo II Acciaioli  | ca. 1395 – ¿?                                   |                                                                        |
| Esteban Zaccaria     | 20 de abril de 1405 – ¿?                        |                                                                        |
| Pandolfo Malatesta   | 10 de mayo de 1424 – 1430                       | residió en Pésaro hasta su muerte en 1441                              |

## Titulares
| Nombre                                  | Periodo                                        | Notas |
| --------------------------------------- | ---------------------------------------------- | ----- |
| Šimun Vosić (Simone Vosich)             | 1475 – 1482                                    |       |
| Battista dei Giudici                    | 1484                                           |       |
| Stefan Teglatije                        | 5 de septiembre de 1485 – 1514                 |       |
| Antonio Marcello                        | 21 de mayo de 1520 – 6 de septiembre de 1521   |       |
| Antonio Cocco                           | 29 de mayo de 1560 – ?                         |       |
| Alessandro Piccolomini                  | 28 de julio de 1574 – ?                        |       |
| Antonio Marcello                        | 21 de mayo de 1520 – 6 de septiembre de 1521   |       |
| Giovanni Francesco Guidi di Bagno       | 3 de marzo de 1614 – 24 de julio de 1641       |       |
| Ciriaco Rocci                           | 29 de mayo de 1628 – 25 de septiembre de 1651  |       |
| Girolamo Farnese                        | 11 de abril de 1639 – 6 de mayo de 1658        |       |
| Ottaviano Carafa                        | 1660 – 1666                                    |       |
| Giacinto Solaro di Moretta              | 23 de enero de 1668 – 1672                     |       |
| Fabrizio Spada                          | 8 de agosto de 1672 – 23 de marzo de 1676      |       |
| Sinibaldo Doria                         | 18 de diciembre de 1711 – 21 de mayo de 1731   |       |
| Fabrizio Serbelloni                     | 6 de agosto de 1731 – 22 de julio de 1754      |       |
| Johann Philipp von Walderdorf           | 16 de septiembre de 1754 – 18 de enero de 1756 |       |
| Francesco Carafa della Spina di Traetto | 28 de enero de 1760 – 26 de abril de 1773      |       |
| Carlo Crivelli                          | 11 de septiembre de 1775 – 29 de marzo de 1802 |       |
| Paolo Filipponi                         | 6 de abril de 1818 – 1819                      |       |
| Celestino Maria Cocle                   | 30 de septiembre de 1821 – 3 de marzo de 1857  |       |
| Filippo Gallo                           | 18 de marzo de 1858 – 1891                     |       |
| Giuseppe Maria Costantini               | 1 de junio de 1891 – 9 de enero de 1900        |       |
| Donato Velluti Zati di San Clemente     | 15 de abril de 1907 – 11 de diciembre de 1927  |       |
| Andrea Giacinto Longhin                 | 4 de octubre de 1928 – 26 de junio de 1936     |       |
| Luigi Fogar                             | 30 de octubre de 1936 – 26 de agosto de 1971   |       |